# Emanuel Scelfo
Emanuel Scelfo (Bolzano, 12 maggio 1979) è un hockeista su ghiaccio italiano.

## Palmarès
- Campionato italiano: 2

Renon: 2013-2014, 2015-2016
- Coppa Italia: 3

Renon: 2009-2010, 2013-2014, 2014-2015
- Supercoppa italiana: 2

Renon: 2009, 2010